# Шакил О’Нил
Шакил Рашаун О'Нил (енгл. Shaquille Rashaun O'Neal; Њуарк, 6. март 1972) бивши је амерички професионални кошаркаш. Играо је на позицији центра, а изабран је на НБА драфту 1992. као 1. пик од стране Орландо меџика. Игравши за Орландо, Лос Анђелес лејкерсе, Мајами хит, Финикс сансе, Кливленд кавалирсе и Бостон селтиксе, О'Нил је остварио многе успехе. Освојио је 4 НБА прстена, 2000. године проглашен је најкориснијим играчем лиге, 3 пута је био најкориснији играч НБА финала. О'Нил је петнаестоструки НБА Ол-стар, четрнаест пута је биран у Ол-НБА екипу и три пута у најбољу дефанзивну петорку.
У периоду од 2000. до 2002. године О'Нил је уз помоћ Кобија Брајанта освојио чак три узастопне НБА титуле и сва три пута је однео награду за најкориснијег играча НБА финала. Након несугласица с Брајантом и изгубљеног НБА финала 2004. године, О'Нил је мењан у Мајами хит. С њима је провео четири године, а у сезони 2005/06. О'Нил је уз Вејдову помоћ освојио свој четврти НБА прстен. Након сезоне 2007/08. О'Нил се преселио у Финикс сансе и с њима је одиграо једну сезону, али ипак нису стигли до плејофа. Након завршетка сезоне 2008/09., О'Нил се придружио Кливленд кавалирсима, а задњу НБА сезону одиграо је у дресу Бостон селтикса и убрзо након тога објавио пензионисање од професионалне кошарке.

## Средња школа
Похађао је средњу школу „Robert G. Cole High School“. Одвео је екипу до скора 68-1 и на четвртој години средње школе довео је екипу до титуле државног првака. На путу до тог признања О'Нил је сакупивши 791 скок поставио државни рекорд који још нико није оборио.

## Универзитет
Након средње школе О'Нил је одлучио да похађа универзитет Луизијана Стејт. Током времена проведеног на универзитету, О'Нил је добио многе награде. Два пута је изабран у Ол-Американ тим и два пута је освојио награду за најбољег играча године. О'Нил такође држи НЦАА рекорд по броју блокираних шутева у једној утакмици са 17 блокада. 2000. Године вратио се на универзитет како би завршио факултет и дипломирао.

## НБА каријера

### Орландо Меџик
Изабран је као први избор НБA драфта 1992. од стране Орландо меџика. Пре одласка у Орландо, О'Нил је провео неколико дана у Лос Анђелесу у друштву Меџика Џонсона. У својој првој сезони О'Нил је помогао екипи да оствари 20 победа више него претходне сезоне и просечно је постизао 23,4 поена и 13,9 скокова. На крају сезоне, О'Нил је добио награду за рукија године. У својој другој сезони у дресу Орланда, О'Нил је просечно постизао 29,3 поена и 13,2 скокова уз шут из игре од 60% те је са Анферни Хардавејем одвео Орландо до првог плејофа у историји франшизе. У првом кругу плејофа сусрели су се са Индијана пејсерсима који су их с лакоћом савладали резултатом 3-0. 20. новембра 1993. у утакмици с Њу Џерзи нетсима, О'Нил је остварио свој први трипл-дабл учинак постигавши 24 поена, 28 скокова и 15 блокада. На крају сезоне изабран је у Ол-НБА трећу петорку.
У сезони 1994/95. О'Нил је просечно постизао 29,3 поена и 11,4 скокова и изабран је на своју трећу узастопну Ол-Стар утакмицу. Орландо Меџик су сезону завршили са 57 победа те су у плејофу победили Бостон селтиксе, Чикаго булсе и Индијана пејсерсе. У НБА финалу 1995. сусрели су се са Хјустон рокетсима који су их с лакоћом савладали резултатом 4-0. На крају сезоне О'Нил је изабран у другу петорку сезоне а био је други у поретку за најкориснијег играча лиге. Већину идуће сезоне О'Нил је био повређен и пропустио је чак 28 утакмица регуларног дела па је просечно постизао 26,6 поена и 11 скокова. Одвео је Орландо до скора 60-22 и изабран у трећу петорку лиге и на своју четврту Ол-Стар утакмицу. У финалу Истока кошаркаши Орланда су се сусрели с јаким Чикагом који су их с лакоћом савладали 4-0. После те сезоне О'Нил је постао слободан играч.

### Лос Анђелес Лејкерси
Након Олимпијских игара у Атланти 1996, генерални менаџер Лос Анђелес лејкерса, Џери Вест, објавио је да је О'Нил ново појачање њихове екипе. Неколико дана касније О'Нил је потписао седмогодишњи уговор вредан 121 милиона долара и службено постао члан Лос Анђелес лејкерса. До почетка сезоне 1996/97. још нека звучна појачања дошла су у Лејкерсе од којих је и Роберт Ори па је ова екипа сезону завршила са скором 56-26. У полуфиналу плејофа срели су се са Јута џезом који су их савладали резултатом 4-1. Следеће сезоне Лејкерси су били још бољи па су остварили скор 61-21. У финалу Западне конференције поновно су се срели са Јутом који су их победили у четири утакмице и ушли у НБА финале. У сезони 1998/99. Лејкерси су уз Сан Антонио спарсе постали главни кандидати за титулу. Лејкерси су обавили важну замену којом су свог дугогодишњег плејмејкера Ника Ван Ексела мењали у Денвер нагетсе за сјајног шутера Глена Рајса. Тадашњи тренер је отпуштен па је то место до краја сезоне преузео Курт Рембис. У полуфиналу плејофа срели су се са Сан Антонио Спарсима. Међутим Лејкерси нису пружили већи отпор па су их Спарси с лакоћом победили 4-0 и касније освојили свој први NBA наслов.
Године 1999, екипу преузима прослављени тренер Фил Џексон и све ствари крећу на боље. У сезони 1999/00. О'Нил је просечно постизао 29,7 поена и 13,6 скокова и био је најбољи стрелац лиге. Под вођством Фила Џексона О'Нил је знатно поправио своју игру у одбрани, а Лејкерси су сезону завршили са скором 67-15 и првим местом на Западу. Лејкерси су с лакоћом прошли кроз плејоф и стигли до НБА финала 2000. У НБА финалу савладали су Индијана пејсерсе резултатом 4-2, а О'Нил је на крају освојио награду за најкориснијег играча лиге и за најкориснијег играча НБА финала. Те сезоне по први пут је изабран у најбољу дефанзивну петорку сезоне. Идуће две сезоне Лејкерси су освојили оба пута НБА титулу, а О'Нил је још два пута освојио награду за најкориснијег играча НБА финала. У јануару 2002, током утакмице са Чикагом, О'Нил је учествовао у тучи где је ударио Бреда Милера. Неколико дана касније управа НБА лиге донела је одлуку којом је О'Нил суспендован на три утакмице и морао је да плати казну у висини од 15.000 $.
Након 5. места на Западу и пораза у полуфиналу плејофа од Сан Антониа, Лејкерси су у лето 2003. довели два сјајна ветерана, Карла Малонеа и Герија Пејтона. Тиме су Лејкерси постали главни кандидати за титулу. На почетку сезоне 2003/04, са две преостале године уговора, О'Нил је затражио продужење уговора уз пуно већу годишњу плату. Управу клуба забрињавао је однос на релацији О'Нил-Брајант који је постајао све проблематичнији. Те сезоне Брајант је имао опцију постати слободан играч, па су и управа и навијачи такође били забринути јер су веровали да Брајант неће остати у Лејкерсима у О'Ниловој сенци. Након пораза у НБА финалу 2004. од Детроит пистонса, О'Нил се сукобио са управом клуба и затражио трејд. Власник Маверикса, Марк Кјубан, био је врло заинтересован за довођење О'Нила, али су Лејкерси тражили Дирка Новицког, на што овај није пристао па је посао са Даласом пропао. Међутим ту се појавио Мајами са својом понудом која је одговарала Лејкерсима па је замена обављена.

### Мајами Хит
14. јула 2004. О'Нил је мењан у Мајами Хит у замену за Керона Батлера, Ламара Одома, Брајана Гранта и будући избор првог круга драфта. Након потписивања уговора, О'Нил је узео број 32, који је носио док је играо за Орландо. На прес конференцији, О'Нил је навијачима Мајамија обећао освајање НБА титуле и признао да је главни разлог његовог доласка у Мајами било играње са младом надолазећом звездом Двејном Вејдом. У првој сезони у дресу Мајамија, О'Нил је просечно постизао 22,9 поена и 10,2 скокова и остварио 12. наступ на Ол-Стар утакмици такође изабран је у најбољу прву петорку лиге. О'Нил је одвео екипу до најбољег скора на Истоку и финала Источне конференције где су се сусрели с Детроит пистонсима. То је био двобој сјајних центара, Бена Воласа и Шакила О'Нила, али је на крају био бољи Волас и одвео своју екипу до НБА финала 2005. На крају сезоне, О'Нил је био други у поретку за најкориснијег играча лиге, иза Стива Неша, а то гласање проглашено је једним од најизједначенијих у историји НБА лиге.
У августу 2005. О'Нил је потписао продужење уговора на пет година у вредности од 100.000.000 $, чиме би годишње зарађивао тачно 20.000.000 $. Неки критичари су изјавили да О'Нил заслужује више од „само“ 20.000.000 $ на годину. У сезони 2005/06. О'Нил је повредио десни зглоб и пропустио 18 утакмица регуларног дела сезоне. Одмах након неколико дана тренер Мајамија, Пет Рајли, нашао се на мети жестоких критика. Главна замерка му је била та што О'Нилу није давао превише простора и присилио га да улази са клупе чиме су О'Нилу знатно пале статистичке бројке. Међутим то је била тактика која се касније показала сјајном, будући да је Рајли чувао О'Нила за плејоф како би био свеж и спреман. О'Нил се потом огласио и стао у одбрану тренера и изјавио: „Статистика ми није нимало важна, важне су ми победе. Ако не постигнем нити један поен, а победимо бићу срећан, а ако дам 50 или 60 поена и изгубимо, наравно да ћу бити љут и несрећан. Због тога само желим освојити титулу, а ако будем имао нижи просек него пре то ће свеједно бити сјајна сезона за мене. Те сезоне Мајами је имао само 50% ефикасности будући да су играли без О'Нила у стартној петорци. 11. априла 2006. О'Нил је у утакмици с Торонто репторсима остварио други трипле-дабл у каријери постигавши 15 поена, 11 скокова и 10 асистенција. Те исте сезоне предводио је лигу у проценту шута из игре и тиме постао други играч (први је Вилт Чејмберлен) у историји НБА лиге који је предводио лигу чак девет пута у тој категорији.
У финалу Источне конференције другопласирани Мајами савладао је првопласиране Детроит пистонсе резултатом 4-2, и тиме им вратио за пораз претходне сезоне. У НБА финалу 2006. срели су се са Далас мавериксима које је предводио сјајни Дирк Новицки. Након прве две утакмице, Мајами је изгледао изгубљено будући да је губио у серији 2-0. Међутим онда на сцену ступа Двејн Вејд који својим сјајним играма доноси победу Мајамију у следеће четири утакмице и прву НБА титулу у историји франшизе. После шесте утакмице Вејд је заслужено проглашен најкориснијим играчем НБА финала. Упркос томе што је постизао мање поена него у регуларном делу, О'Нил је био од велике помоћи својим саиграчима и освојио је свој четврти НБА прстен у седам година. О'Нил је испунио обећање, а током церемонијске прославе О'Неал је изјавио: „Видимо се овде и идуће године!".
У сезони 2006/07. О'Нил је пропустио више од 30 утакмица у регуларном делу због повреде десног колена. Мајами се мучио с тим изостанком, али након О'Ниловог повратка, Мајами је победио у следећих седам од осам утакмица. Међутим ту није био крај невољама за Мајами јер је Двејн Вејд повредио раме и био одсутан до краја сезоне. Тиме је О'Нил постао главни вођа екипе и суочио с бројним критикама како је он стар да би одвео екипу у плејоф. Ипак О'Нил није одустајао па је екипи осигурао плејоф победом над Кливленд кавалирсима 5. априла 2007. године. У плејофу срели су се са Чикагом и упркос томе што је О'Нил пружао добре игре није успео својом доминацијом у рекету донети победу и пролаз у други круг па их је Чикаго савладао резултатом 4-0. То је било први пут у последњих десет година да О'Нил није успео да прође у други круг плејофа. Те исте сезоне О'Нил је достигао бројку од 25.000 поена чиме је постао 14. играч на лествици најбољих стрелаца. Упркос овом сјајном достигнућу О'Нил је по први пут у каријери имао просек испод 20 поена по утакмици.
У сезони 2007/08. О'Нил је просечно постизао 14,2 поена и 7,8 скокова и није играо сјајно. Често је радио прекршаје па је чак четири утакмице заредом био искључен из игре због шест личних грешака, а управо те сезоне О'Нил је прекинуо низ од 14 узастопних Ол-Стар наступа будући да није играо сјајно није био изабран ни као стартер нити као замена. После те сезоне почело се нагађати око О'Ниловог одласка из Мајамија што се неколико месеци касније и остварило.

### Финикс Санси
У фебруару 2008. О'Нил је мењан у Финикс Сансе у замену за Шона Мериона и Маркуса Бенкса. Свој деби у дресу Финикса, О'Нил је остварио 20. фебруара 2008. у утакмици са Лос Анђелес лејкерсима. О'Нил је постигао 15 поена и 9 скокова, али су ипак Лејкерси однели победу резултатом 130:124. О'Нил је после утакмице изјавио да је он главни кривац за пораз, будући да се још није снашао у новом клубу. Међутим у 28 преосталих утакмица регуларног дела, О'Нил је просечно постизао само 12,9 поена и 10,6 скокова па су Санси некако успели обезбедити плејоф. У првом кругу плејофа срели су се са Сан Антонио спарсима који су их савладали у пет утакмица, а О'Нил је током те серије био на просеку од 15,2 поена, 9,6 скокова и 1 асистенције по утакмици.
У сезони 2008/09. О'Нил је играо сјајно. У првих 41 утакмицу О'Нил је имао просек од 18 поена, 9 скокова и 1,6 блокада. Поново је остварио наступ на Ол-Стар утакмици и са Коби Брајантом поделио награду за најкориснијег играча НБА Ол-Стар утакмице. 27. фебруара 2009. О'Нил је у утакмици са Торонто репторсима постигао невероватних 45 поена и сакупио 11 скокова. То је била његова 49 утакмица у каријери са постигнутих 40 + поена и сезону је завршио са најбољим процентом слободних бацања у каријери од 63%. Међутим Финикс није остварио улазак у плејоф и то је било први пут након своје прве сезоне у НБА да О'Нил није наступио у плејофу.

### Кливленд Кавалирси
24. јуна 2009. О'Нил је мењан у Кливленд кавалирсе за Бена Воласа, Александра Павловића, избор другог круга НБА драфт а 2010. и 500.000 $. О'Нил је потписао једногодишњи уговор вредан 21.000.000 $ и након потписивања је узео број 33 који је носио у средњој школи и на универзитету. У првој предсезонској утакмици, Кавалирси су играли против Шарлот бобкетса, а О'Нил је у свом дебију у дресу Кливленда, за 15 минута у игри постигао 6 поена, 3 скока и блокаду. У другој предсезонској утакмици, Кавалирси су поново играли са Шарлотом, а О'Нил је за 18 минута у игри остварио 12 поена и 4 скока. У још једној предсезонској утакмици, Кавалирси су играли са Сан Антонио спарсима, а О'Нил је постигао 8 поена и 13 скокова уз слаб шут из игре од само 27%. Кавалирси су у сезону ушли као једни од главних фаворита за НБА титулу, што су убрзо и доказали. 25. фебруара 2010. О'Нил је задобио повреду палца на десној руци па је због тога био одсутан све до почетка плејофа. У плејофу Кавси су лако прошли Булсе али су у другом кругу поражени од, каснијих финалиста, Бостон селтикса.

### Бостон Селтикс
4. августа 2010. О'Нил је потписао двогодишњи уговор вредан 2.800.000 $ за екипу Бостон Селтикса. Шест дана касније, О'Нил је службено представљен као ново појачање и узео је број 36. Током сезоне, О'Нил се борио са разним повредама колена, кукова па чак и Ахилове тетиве па је наступио у само 37 утакмица. Међутим вратио се у плејофу, али без већег успеха будући да су Селтикси поражени од Мајамија. 1. јуна 2011. О'Нил је путем Твитера објавио одлуку о повлачењу из професионалне кошарке а 3. јуна на конференцији за штампу, и службено потврдио пензионисање.

## Америчка репрезентација
С америчком репрезентацијом освојио је две златне медаље. Прву је освојио на Светском првенству у Канади 1994. године, где је био члан још једног Дрим тима који је у својим редовима имао играче попут Реџи Милера, Шона Кемпа и других, а О'Нил је на крају проглашен најкориснијим играчем такмичења. Другу златну медаљу освојио је на Олимпијским играма у Атланти 1996. где је просечно постизао 9,3 поена и 5,3 скокова.